# 天卫六
天卫六（英語：Cordelia，發音： /kɔːrˈdiːliə/，kor-DEE-lee-ə）是天王星的一颗内层卫星。它是在1986年1月20日从美国宇航局的旅行者2号探测器所拍摄的照片中发现的，当时的临时编号为S/1986 U 7。这以后直到1997年才由哈勃太空望远镜再次观测到它。天卫六的英文名Cordelia来自威廉·莎士比亚的名著《李尔王》中李尔王最小的女儿。
除了它的轨道，大约为20千米的半径以及几何反照率为0.08，事实上人们对它几乎一无所知。在旅行者2号的照片中，天卫六是一个细长的天体，长轴指向天王星。椭球形的天卫六轴比（长轴与短轴之比）为0.7 ± 0.2。
天卫六是天王星ε环内层牧羊犬卫星。天卫六的轨道与天王星轨道同步，因此由于潮汐减速而缓慢衰减。
天卫六与天卫十三非常接近5:3轨道共振。